# شيكو أوفاريل
شيكو أوفاريل (بالإنجليزية: Chico O'Farrill)‏ (و. 1921 – 2001 م) هو قائد فرقة ‏، وملحن، وموزع (موسيقى)، وعازف جاز، ومؤلفو موسيقى تصويرية من الولايات المتحدة، وكوبا، ولد في هافانا، يستخدم آلات بوق، بدأ مشواره المهني سنة 1949، توفي في نيويورك، عن عمر يناهز 80 عاماً.

## وصلات خارجية
- شيكو أوفاريل على موقع IMDb (الإنجليزية)
- شيكو أوفاريل على موقع ميوزك برينز (الإنجليزية)
- شيكو أوفاريل على موقع أول ميوزيك (الإنجليزية)
- شيكو أوفاريل على موقع ديسكوغز (الإنجليزية)

- شيكو أوفاريل في قاعدة بيانات الأفلام على الإنترنت